# Pavel David (Fußballspieler)
Pavel David (* 17. Oktober 1978 in Jindřichův Hradec, Tschechoslowakei) ist ein ehemaliger tschechischer Fußballspieler.
Davids Karriere führte ihn 1999 von Slavia Prag in die Regionalliga Süd zum SC Pfullendorf. Während der Saison 2000/01 wechselte er zum 1. FC Nürnberg, für dessen Profimannschaft er bis 2004 in 28 Partien zum Einsatz kam. Nach zwei Jahren bei Rot-Weiß Erfurt unterschrieb der Stürmer 2006 einen Vertrag bei Dynamo Dresden, die gerade von der 2. Bundesliga die Regionalliga abgestiegen waren. Dynamo Dresden schaffte schließlich 2007/08 die Qualifikation für die neue 3. Fußball-Liga, doch er konnte sich mit seinem Verein nicht auf einen neuen Vertrag einigen. Zur Saison 2008/09 wechselte er daraufhin zum Halleschen FC, der gerade den Aufstieg in die Regionalliga Nord geschafft hatte. Für die Hallenser absolvierte er insgesamt 81 Spiele, in denen er 22 Tore erzielte. In seiner letzten Saison beim HFC, dem in dieser Spielzeit der langersehnte Aufstieg in die 3. Liga gelang, fiel David jedoch verletzungsbedingt lange aus und hatte nur sechs Einsätze. Wegen seiner angeschlagenen Gesundheit gab er zum Saisonende bekannt, seine aktive Spielerkarriere zu beenden.

## Erfolge / Bilanz
- 5 Bundesligaspiele für den 1. FC Nürnberg
- 47 Zweitligaspiele (23/5 1. FC Nürnberg, 24/6 Rot-Weiß Erfurt)
- 183 Regionalligaspiele (28/2 SC Pfullendorf, 31/11 Rot-Weiß Erfurt, 43/9 Dynamo Dresden, 81/22 Hallescher FC)
- 2001 Bundesligaaufstieg mit dem 1. FC Nürnberg
- 2012 Drittliga-Aufstieg mit dem Halleschen FC